# Nicola Calathopoulos
Nicola Calathopoulos (Alessandria d'Egitto, 17 ottobre 1960) è un giornalista e scrittore italiano.

## Biografia
È laureato in Filosofia presso l'Università Statale di Milano, con una tesi in storia delle dottrine politiche dal titolo La critica del marxismo nel pensiero di Raymond Aron.
Comincia la sua carriera giornalistica collaborando con la sede RAI di Bologna e con la Gazzetta di Parma. Nell'agosto 1989 arriva in Fininvest. Nei primi anni fa l'inviato e segue, tra l'altro, i mondiali di Italia '90 e gli europei del 1992 in Svezia; ha inoltre condotto le trasmissioni sportive Italia uno Sport e Studio Sport su Italia 1 e Calcio mercato su Rete 4.
Successivamente, comincia un percorso interno alla redazione in un programma di organizzazione del lavoro, che lo porta ad essere vice-direttore della testata Sport Mediaset. Partecipa alla nascita di tutte le iniziative della redazione: il telegiornale sportivo Sport Mediaset (precedentemente noto come Studio Sport) in onda su Italia 1 e Italia 2, Controcampo (di cui è stato uno dei curatori assieme ad Alberto Brandi e Matteo Dotto), Guida al campionato, il giornale Controcampo e la creazione del sito Sportmediaset.it. Nel 2011 vince il premio giornalistico "Coni-Ussi" e l'anno successivo il "Maestrelli". Dal mese di luglio del 2013 passa da Sportmediaset al canale all-news Tgcom24 dove ricopre il ruolo di vicedirettore; dal gennaio 2015 è vicedirettore di NewsMediaset. Da gennaio 2024, come libero professionista, cura la trasmissione E-Planet in onda ogni domenica su Italia 1 alle ore 14:00. Nel 2024 è stato tra gli autori della serie TV Gioco sporco - i misteri dello sport trasmessa da Italia1 in prima e seconda serata alla quale si è ispirato per il libro che porta lo stesso titolo.

## Opere

### Romanzi
- Dannati per sempre, Bologna, Minerva, 2021, ISBN 978-88-332-4361-0.(finalista al Premio Internazionale di Letteratura “Città di Como “2021 e Premio Speciale a “I Sassi di Matera” 2021)
- Testimone imperfetta, Bologna, Minerva, 2024, ISBN 978-88-332-4698-7. (terzo al premio “Ceresio in giallo”).
- Gioco sporco - I misteri dello sport, Roma, Gallucci, 2024, ISBN 979-12-221-0803-2 (tratto dall'omonima serie televisiva trasmessa da Italia 1 e Vincitore nel 2025 della 62esima edizione del Premio Selezione Bancarella Sport).